# Wendover Air Force Base
Wendover Air Force Base est une ancienne base de l'United States Air Force située près de Wendover dans l'Utah.
Il s'agissait d'une base de formation pour les équipages de bombardiers Boeing B-17 Flying Fortress et Consolidated B-24 Liberator pendant la Seconde Guerre mondiale, puis le site d'entraînement du 509th Composite Group, l'unité de Boeing B-29 Superfortress qui a mené les bombardements atomiques d'Hiroshima et Nagasaki.
Inscrite au Registre national des lieux historiques, la base appartient désormais au comté de Tooele qui y opère un musée et y accueille des vols comme aéroport civil.
Une partie de la base est aussi utilisée pour l'Utah Test and Training Range.